# Dilució isotòpica

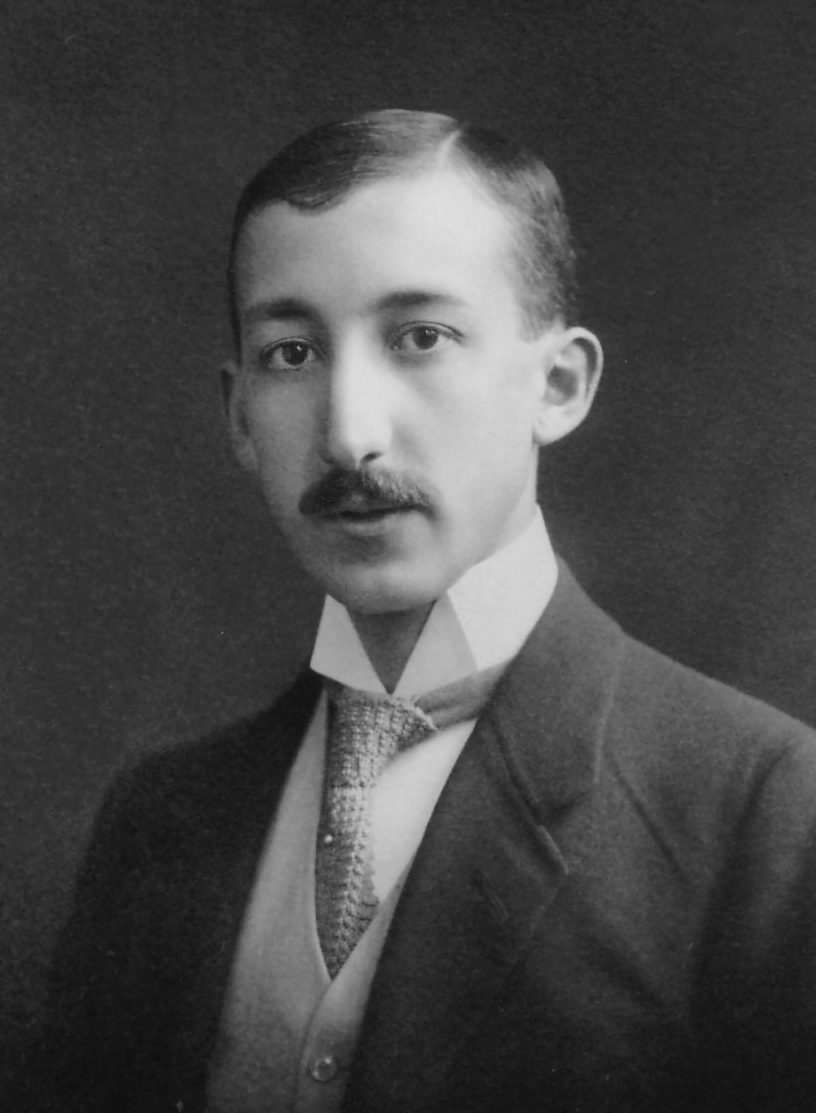
Hevesy György, Georg Karl von Hevesy o George de Hevesy (1885 - 1966)

La dilució isotòpica és una tècnica analítica de radioquímica emprada per a la determinació quantitativa d'elements químics o composts presents en mescles complexes, per addició a aquestes d'una quantitat pesant d'un isòtop radioactiu (d'activitat específica {\displaystyle A_{i}}) del mateix element a determinar, i mesura de l'activitat final {\displaystyle A_{f}} d'aquest element o d'un derivat seu, aïllat de la mescla problema i purificat.
Donada la identitat del comportament químic dels isòtops d'un mateix element, siguin radioactius o no, el producte aïllat contindrà quantitats de l'isòtop radioactiu i de l'inactiu proporcionals a les quantitats inicials respectives. Hom pot calcular, doncs, la quantitat d'element problema a partir de la raó d'activitats inicial i final, {\displaystyle {A_{i}}/{A_{f}}}, sense haver de procedir a la seva separació quantitativa completa. Per això aquest mètode és aplicat a l'anàlisi de mescles de separació quan és molt difícil i àdhuc impossible, com les que es presenten, per exemple, en el camp de la bioquímica. És també excel·lent per a l'anàlisi de traces, on és remarcable l'ús de quantitats subestequiomètriques dels reactius de separació. En química nuclear és usat el mètode de la dilució isotòpica inversa per a avaluar els rendiments de reaccions nuclears, addicionant pesos coneguts de materials inactius a la mescla dels diferents núclids radioactius.

## Història
El 1929, els químics George de Hevesy (1885-1966) i R. Hobbie dissenyaren la tècnica analítica de la dilució isotòpica. Amb l'objectiu d'analitzar el contingut de plom en roques addicionaren plom radioactiu, Pb-210, i després separaren tot el plom i analitzaren la seva activitat radioactiva respecte de la massa total de plom; la disminució de l'activitat era deguda al fet que hi havia una part de plom no radioactiu, i d'aquí se'n podia determinar la seva quantitat. Per les investigacions sobre l'ús d'isòtops com a indicadors en la investigació dels processos químics, Hevesy fou guardonat amb el Premi Nobel de Química de 1943.

## Tècnica
En aquest mètode s'addiciona, a la mescla que s'ha d'analitzar, una quantitat petita de l'element químic o compost químic que s'ha d'analitzar a la mescla. Tanmateix, la substància afegida té un 100%, o un percentatge conegut, d'un isòtop radioactiu d'un dels elements químics del compost que s'ha d'analitzar. La substància afegida es mescla completament amb la mostra. Després s'aïlla una determinada quantitat del compost que s'ha d'analitzar, no de forma completa però sí molt pura. Posteriorment es determina la seva activitat específica, desintegracions per segon i gram de la substància. Si aquesta activitat, {\displaystyle A_{f}}, és la mateixa que la substància afegida, {\displaystyle A_{i}}, resulta que la mescla no contenia gens d'aquesta substància; si {\displaystyle A_{f}} és la meitat de l'{\displaystyle A_{i}}, doncs la quantitat que hi havia de la substància és exactament igual a la quantitat afegida; si {\displaystyle A_{f}} és una dècima part d'{\displaystyle A_{i}}, hi ha a la mostra a analitzar nou vegades la quantitat afegida.
En general es compleix que:
{\displaystyle {\frac {m_{x}}{m_{a}}}={\frac {A_{i}}{A_{f}}}-1}
on:
{\displaystyle m_{x}}: és la massa de la substància que es vol determinar.
{\displaystyle m_{a}}: és la massa de la substància afegida.
{\displaystyle A_{i}}: és l'activitat específica de la substància afegida abans de mesclar-se.
{\displaystyle A_{f}}: és l'activitat específica de la substància afegida dins la mescla.